# Megszűnt NHL-csapatok listája
Itt azok a volt National Hockey League csapatok szerepelnek, melyek megszűntek vagy elköltöztek más városba és a nevük megváltozott. Csak az NHL-ben eltöltött évek vannak feltüntetve.

## Megszűnt csapatok azOriginal Sixkorszak előtt
| Csapat               | Szezon    | Áthelyezve           |
| Montréal Wanderers   | 1917–1918 | Megszűnt             |
| Ottawa Senators      | 1917–1934 | St. Louis Eagles     |
| Québec Bulldogs      | 1919–1920 | Hamilton Tigers      |
| Hamilton Tigers      | 1920–1925 | New York Americans   |
| Montréal Maroons     | 1924–1938 | Megszűnt             |
| New York Americans   | 1925–1942 | Megszűnt             |
| Pittsburgh Pirates   | 1925–1930 | Philadelphia Quakers |
| Philadelphia Quakers | 1930–1931 | Megszűnt             |
| St. Louis Eagles     | 1934–1935 | Megszűnt             |

## Elköltözött csapatok az1967-es NHL-bővítésután
| Csapat                  | Szezon    | Áthelyezve                               |
| California Golden Seals | 1967–1976 | Cleveland Barons                         |
| Kansas City Scouts      | 1974–1976 | Colorado Rockies                         |
| Cleveland Barons        | 1976–1978 | összeolvadt a Minnesota North Stars-szal |
| Atlanta Flames          | 1972–1980 | Calgary Flames                           |
| Colorado Rockies        | 1976–1982 | New Jersey Devils                        |
| Minnesota North Stars   | 1967–1993 | Dallas Stars                             |
| Nordiques de Québec     | 1979–1995 | Colorado Avalanche                       |
| Winnipeg Jets           | 1979–1996 | Phoenix Coyotes                          |
| Hartford Whalers        | 1979–1997 | Carolina Hurricanes                      |
| Atlanta Thrashers       | 1999–2011 | Winnipeg Jets                            |